# 라부아스
라부아스(프랑스어: La Boisse)는 프랑스 동부 오베르뉴론알프 앵주에 있는 코뮌이다. 리옹 도시권의 일부이기도 하다.
코티에르 지역에 자리해 있으며 몽뤼엘의 입구에 위치한다. 코티에르 지역의 다른 마을과 마찬가지로 큰 인구 성장을 겪은 곳으로, 지난 50년 사이 주민수가 세 배로 뛰었다. 주로 단독주택에 새로운 주민들이 많이 정착한 것이 원인인데, 2009년 당시 단독주택에 사는 인구는 80%인데 반해 복합주택은 13%에 그쳤다.
라부아스에 사는 사람을 가리켜 '뷔사르' (Buissards)라고 부른다..

## 지리
라부아스는 코티에르 지방에 있는 마을이며, 면적은 9.4km2이다. 해발고도는 최소 179m에서 최대 319m이다..
라부아스는 근처에 있는 일부 도시, 특히 네롱이나 미리벨, 생모리스드베노, 베노 등과 마찬가지로 두 지역으로 나뉜다. 우선 저지대인 남부 지역이 있는데 고도가 170m대에 불과하다. 그 북쪽으로는 '1084 RD' (옛 84번 지방도, 일명 '제노바 로')가 지나가는데 이곳을 기점으로 언덕의 고도가 319m까지 치솟는다. 이 산비탈 지대는 동브 고지에 속한다.
라부아스에는 앙시안 강과 세린 강이 흐른다. 세린 강은 24.8km 거리를 따라 흐르다가 생모리스드베노에서 미리벨 운하와 만난다. 앙시안 강은 세렌 강의 지류로 총길이는 1km에 불과하다. 이밖에도 7km 길이의 앙팽 하천이 있는데, 이 하천은 에셰 하천의 지류로서 미리벨 캉통과 몽뤼엘 캉통을 통과하는 와중에 라부아스를 지나간다.
한편 라부아스는 세린 강이 범람하면 홍수가 날 위험에 노출되어 있고, 일부 산비탈 지역에서는 산사태의 위험이 있다. 이 때문에 라부아스에서는 자연재해 관련 집중대책이 주를 이룬다.

## 교통

### 도로
2011년 2월부터 A432 고속도로의 마지막 구간인 레에셰-라부아스 구간이 개통되었다. 그 과정에서 라부아스와 베노에 고가교가 2008년부터 2011년까지 건설되었다. 현재 라부아스에는 A432와 A42가 지나가며 라부아스에 교차로가 있다.

### 철도

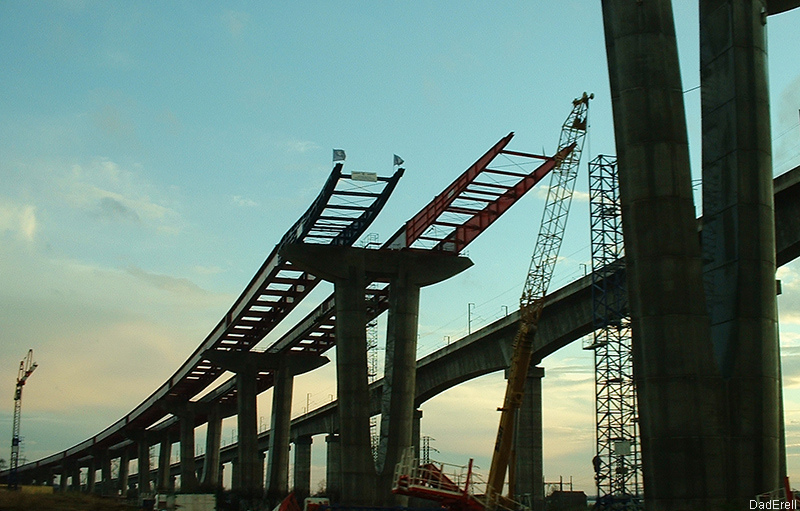
건설 중인 A432 고속도로 (2009년 12월)

리옹-페라슈 역과 샹베리-샬레조 역을 잇는 TER 론알프 35호선 철도가 코티에르 지역을 지나가는데, 중간 정차역이 몇 곳 있다. 그중에서 라부아스와 가장 가까운 철도역은 몽뤼엘 역이다. 예전에는 35호선에 라부아스 역도 포함되었으나 지금은 운행하지 않는다.
한편 2011년 완공된 코티에르 고가교는 상술했듯이 A432 고속도로로 쓰이고 있는 동시에, 철도 고가교 쪽은 TGV 9호선 열차가 운행되고 있다.

### 버스
앵 주에서 운영하는 도시간 버스의 정류장이 라부아스 시내 곳곳에 있다. 지방도 RD 1084 (84번 국도, 제노바 로)의 정류장에서는 132번 버스 (부르캉브레스-리옹)와 171번 버스 (몽뤼엘-리옹)가 정차한다.

## 인구
| 연도 | 인구  | ±%    |
| ---- | ----- | ----- |
| 2005 | 2,746 | —     |
| 2006 | 2,753 | +0.3% |
| 2007 | 2,804 | +1.9% |
| 2008 | 2,880 | +2.7% |
| 2009 | 2,904 | +0.8% |
| 2010 | 2,928 | +0.8% |
| 2011 | 2,908 | −0.7% |
| 2012 | 2,903 | −0.2% |
| 2013 | 2,927 | +0.8% |
| 2014 | 2,932 | +0.2% |
| 2015 | 2,937 | +0.2% |
| 2016 | 3,021 | +2.9% |

## 자매 도시
1978년부터 자매 도시 관계를 유지하고 있다.
- 프랑스 몽뤼엘
- 독일 오스트필데른

## 같이 보기
- 앵 주의 코뮌 목록